# Astreopora suggesta
Astreopora suggesta är en korallart som beskrevs av Wells 1954. Astreopora suggesta ingår i släktet Astreopora och familjen Acroporidae. IUCN kategoriserar arten globalt som livskraftig. Inga underarter finns listade i Catalogue of Life.